# Francis Beaufort
‎
Sir Francis Beaufort, irski kontraadmiral, * 27. maj 1774, † 17. december 1857.

## Življenjepis
Beaufort je 1805 predstavil svojo lestvico (t. i. Beaufortova lestvica) za določanje hitrosti in moči vetra. 1807 je geodetsko izmeril obalno območje La Plate in 1811–1812 pa sredozemsko obalo Male Azije. Po njem se imenuje Beaufortovo morje na severu Aljaske.